# Parvotettix domesticus
Parvotettix domesticus är en insektsart som beskrevs av Richards, A.M. 1970. Parvotettix domesticus ingår i släktet Parvotettix och familjen grottvårtbitare. Inga underarter finns listade i Catalogue of Life.